# Philip Snowden, I visconte Snowden
Philip Snowden, I visconte Snowden (Cowling, 18 luglio 1864 – Tilford, 15 maggio 1937), è stato un politico britannico, Cancelliere dello Scacchiere nel 1924 e nuovamente tra il 1929 e il 1931.

## Biografia
Figlio di un tessitore, riuscì a ricevere una buona educazione e divenne un impiegato statale, soffrendo tuttavia nel 1891 danni alla colonna vertebrale dopo un incidente in bicicletta, cosa che lo costrinse temporaneamente al ritiro. Impossibilitato a riprendere il precedente lavoro, dal 1893 entrò in politica nelle file dei liberali, distinguendosi per il carisma e le capacità oratorie.
Divenuto un fervente sostenitore del socialismo, passò al neonato Partito Laburista Indipendente, divenendone il segretario tra il 1903 e il 1906. Alle elezioni del 1906 venne eletto alla Camera dei Comuni, rimanendone membro fino al 1918 e distinguendosi come uno dei principali oratori dello schieramento socialista.
Nel 1918 non venne rieletto a causa delle sue posizioni pacifiste e contrarie all'intervento britannico nella prima guerra mondiale, e man mano perse la sua presa sui laburisti indipendenti: dopo un secondo mandato alla guida del partito li abbandonò nel 1921 criticandoli per le posizioni ormai troppo estreme e filo-comuniste, passando quindi al Partito Laburista. Venne rieletto al parlamento nel 1922 e vi rimase fino al 1931. Collaboratore di Ramsay MacDonald, fu per due volte suo Cancelliere dello Scacchiere, prima nel 1924 e poi tra il 1929 e il 1931.
Tentò di arginare gli effetti della Grande depressione nominando sir George May a capo di una commissione economica apposita, che tuttavia non riuscì nel suo intento e causò la caduta del secondo governo MacDonald nel novembre 1931. Durante le sue ultime disposizioni Snowden venne creato visconte. Dopo la caduta di MacDonald fu brevemente anche Lord custode del sigillo privato, ma si dimise dopo pochi mesi.
Sposatosi con l'attivista Ethel Annakin nel 1905, si ritirò a Tilford nel Surrey, morendo nel 1937. Non avendo avuto figli il titolo si estinse con la sua morte.